# Karl Müller-Bahlke
Karl Müller-Bahlke ist ein deutscher Jugendverbandsfunktionär und Politikwissenschaftler. Von März 2022 bis Mai 2025 war er Bundesvorsitzenden der Sozialistischen Jugend Deutschlands – Die Falken (SJD – Die Falken).

## Werdegang
Müller-Bahlke kommt aus dem Ortsverband Göttingen der SJD – Die Falken und ist seit 2014 im Falken-Bezirksverband Braunschweig – Göttingen – Wolfsburg aktiv. Er war Mitglied des Landesvorstandes der SJD – Die Falken Niedersachsen, bevor er 2017 in den Bundesvorstand der Falken gewählt wurde. Von März 2022 bis Mai 2025 war Müller-Bahlke gemeinsam mit Loreen Schreck Bundesvorsitzender der Falken. Müller-Bahlke arbeitet am Willy-Brandt-Zentrum Jerusalem mit und ist Beisitzer im Vorstand des Sozialistischen Bildungszentrums Haard, des Trägervereins des Salvador-Allende-Hauses.
Müller-Bahlke studiert Politikwissenschaft und Moderne Indienstudien an der Georg-August-Universität Göttingen. Er arbeitete an dem Forschungsprogramm „Das moderne Indien in deutschen Archiven 1706–1989“ mit.

## Politische Positionen
Die Debatte um Wiederaufrüstung und Wehrpflicht im Jahr 2022 sah Müller-Bahlke kritisch. Jungen Menschen solle man „nicht anerziehen […], für ihr Land zu töten oder zu sterben“.

## Veröffentlichungen
- Über den Wirtschaftskrieg sprechen. In: Arbeiter*innenjugend. Nr. 3, 2022, S. 6 f.
- mit David Pape: Produzierte Ungleichheit. In: junge Welt. 15. Juli 2021, S. 12 (jungewelt.de).
- mit David Pape: „Wir werden nur als Schüler gesehen“. In: analyse & kritik. Nr. 662, 17. August 2020 (akweb.de).
- mit Naima Tiné: “But now they sit, from the race of the Bramans to the Pareier, compliantly on the graves”: Social History in the Letters of the Danish-Halle Missionaries. In: Ravi Ahuja, Martin Christof-Füchsle (Hrsg.): A Great War in South India: German Accounts of the Anglo-Mysore Wars, 1766–1799. De Gruyter, Berlin/Boston 2020, S. 357 ff., doi:10.1515/9783110644647-012 (englisch).
- mit Naima Tiné: ‚Timurs Herrschaft‘: Marxismus und antikoloniale Kämpfe in Indien. In: Cédric Wermuth, Beat Ringger (Hrsg.): MarxnoMarx. edition 8, Zürich 2018, ISBN 978-3-85990-344-9, S. 125–133 (denknetz.ch [PDF; 1,7 MB]).